# Kulykivka
Kulykivka (ucraniano: Куликі́вка) es un sélyshche de Ucrania perteneciente al raión de Chernígov de la óblast de Chernígov.
En 2022, la localidad tenía una población de 4928 habitantes. Es sede de un municipio que incluye como pedanías veintidós pueblos que añaden otros diez mil habitantes a la población. Este municipio se formó en 2017 mediante la fusión del ayuntamiento urbano de Kulykivka (que únicamente incluía como pedanía a Péniazivka) con los vecinos consejos rurales de Avdíyivka, Baklanova Muraviika, Veresoch, Vershýnova Muravika, Vybli, Hórbove, Hrábivka, Drimailivka, Drozdivka, Zhúkivka, Kládkivka, Kovchyn, Orlivka, Saltykova Divytsia y Jýbalivka. El área formaba parte hasta 2020 del raión de Kulykivka, del que esta localidad era la capital.
La localidad fue fundada a mediados del siglo XVII como un asentamiento militar cosaco, en la sotnia de Saltykova Divytsia del regimiento de Nizhyn. Posteriormente, el Imperio ruso incluyó el pueblo en la vólost de Saltykova Divytsia del uyezd de Chernígov de la gobernación de Chernígov. Fue una localidad rural hasta finales del siglo XIX, cuando comenzó a desarrollarse por su cercanía a la capital regional, especialmente al abrirse en 1893 una estación del ferrocarril de vía estrecha de Chernígov a Kruty. La RSS de Ucrania le dio el estatus de asentamiento de tipo urbano en 1960 y el de capital de su propio raión en 1966.
Se ubica unos 20 km al sureste de Chernígov, sobre la carretera R67 que lleva a Pyriatyn.